# Калвино (Бјела)
Калвино је насеље у Италији у округу Бијела, региону Пијемонт.
Према процени из 2011. у насељу је живело 15 становника. Насеље се налази на надморској висини од 603 м.